# 傅範初
傅范初（1867年—1912年），字公羽，号曲溪，傅云龙的长子。浙江省德清县钟管镇尚坝村人。清末民初政治人物、科学家、发明家、实业家。

## 生平
傅范初生于清朝同治六年（1867年）。9岁时，他就能写作文章。至13岁时，他一直学习四书五经，且考试成绩优异。除经史之外，他还对欧洲的物理、化学等书很有兴趣，后来他毕业于京师同文馆。光绪十五年（1889年），他的父亲傅云龙出使外国归国，着手编写准备进呈给皇帝的《游历图经》，傅范初任该书校对。光绪十六年（1890年），他考取会典馆绘图处。光绪十八年（1892年），他随办天津海运。慈禧太后赐其御笔寿字。戊戌变法期间，光绪帝下诏令士民上书言事，他积极响应，进呈治国利弊疏。不久，他获保以道员用。光绪二十六年（1900年），其父染病，他请假陪父亲到上海，并在上海创建了制皂厂。他还应浙江巡抚聶緝槼之邀，办工艺传习所。他还会精制罐头食品，并撰写了有关工艺化学的文章刊载于工艺杂志上。学部命各县设教育会时，德清县首先成立，他任正会长，程森任副会长。他在浙江省城杭州试办公司，用电提取矿物质。光绪三十二年（1906年），他到北京，任政治官报局印刷科长。当时北京发生瘟疫，他作《白喉症》等药方，印刷并分发给民众。他还创设了傅氏小学堂。他发明了无线电报上的连辍附电式制电机，经过实验，呈请试办，但因辛亥革命爆发而不了了之。中华民国成立后，民国元年（1912年），他在南下路过无锡时病逝，享年46岁。 

## 著作
- 《算学进阶》
- 《算学源流考》
- 《电化理解》
- 《地理杂志》
- 《会典图说》
- 《海运利弊考》
- 《许学艺文志提要》
- 《学经韵斋文》
- 《诗集》